# Polidor d'Esparta
Polidor d'Esparta (en llatí Polydorus, en grec antic Πολύδωρος) va ser el desè rei d'Esparta de la línia dels Agíades, fill d'Alcàmenes d'Esparta i pare d'Eurícrates I que va ser el seu successor.
Va governar al temps de la primera guerra messènica i va viure per ajudar a finalitzar-la cap a l'any 724 aC. Va ser assassinat per Polemarc, un espartà de família noble del grup dels Homoioi. Tenia fama de ser un rei just i amable. El poble va comprar la seva casa a la seva viuda, i els magistrats segellaven tots els documents públics amb la seva imatge.
Junt amb el seu col·lega Teopomp d'Esparta va establir alguns canvis constitucionals, i Plutarc diu que durant el seu regnat Polidor va reorganitzar el repartiment de lots de terres i que s'haurien fundat les colònies de Crotona i Locres Epizefiris a la Magna Grècia, com diuen Heròdot, Pausànias i el mateix Plutarc.